# 24 uur van Le Mans 1974

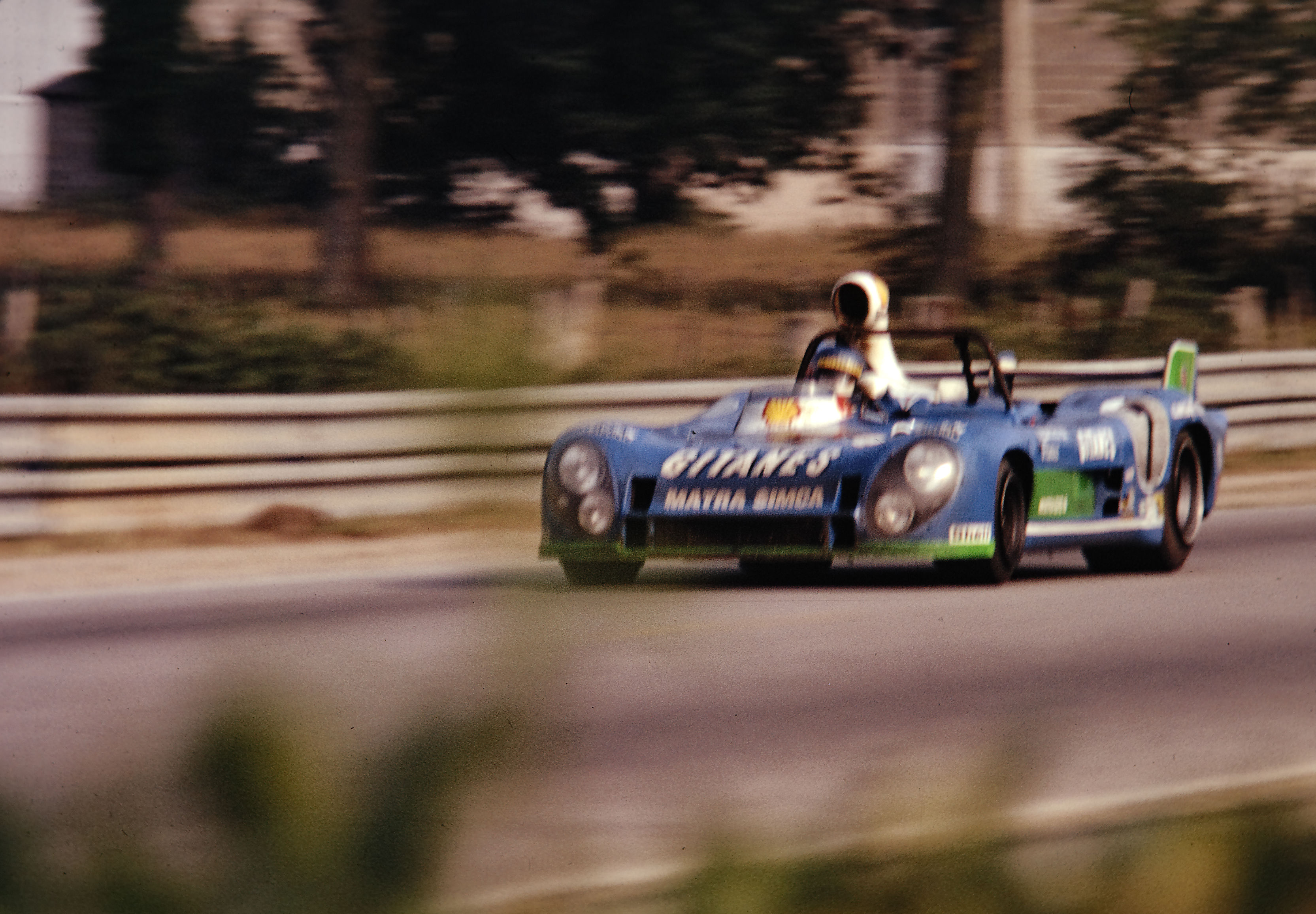
De winnende auto: de Matra-Simca MS670C #7.

De 24 uur van Le Mans 1974 was de 42e editie van deze endurancerace. De race werd verreden op 15 en 16 juni 1974 op het Circuit de la Sarthe nabij Le Mans, Frankrijk.
De race werd gewonnen door de Équipe Gitanes #7 van Henri Pescarolo en Gérard Larrousse. Pescarolo behaalde zijn derde Le Mans-zege, terwijl Larrousse zijn tweede overwinning behaalde. Het was de tweede race op een rij die werd gewonnen door het duo. De GTS 5.0-klasse werd gewonnen door de Automobiles Charles Pozzi #71 van Cyril Grandet en Dominique Bardini. De GTS 3.0-klasse werd gewonnen door de Porsche Club Romand #66 van Bernard Chenevière, Peter Zbinden en Michel Dubois. De TS 5.0-klasse werd gewonnen door de Jean-Claude Aubriet #86 van Jean-Claude Aubriet en Jean-Claude Depince. De S 2.0-klasse werd gewonnen door de Michel Dupont Scato #30 van Christine Beckers, Yvette Fontaine en Marie Laurent. De GTS +5.0-klasse werd gewonnen door de Greder Racing Team #51 van Henri Greder en Marie-Claude Beaumont.

## Race
Winnaars in hun klasse zijn vetgedrukt. Auto's die minder dan 70% van de afstand van de winnaar (236 ronden) hadden afgelegd werden niet geklasseerd.
| Pos. | Klasse   | No. | Team                                      | Coureurs                                                   | Chassis                       | Motor                            | Banden | Ronden |
| ---- | -------- | --- | ----------------------------------------- | ---------------------------------------------------------- | ----------------------------- | -------------------------------- | ------ | ------ |
| 1    | S 3.0    | 7   | Équipe Gitanes                            | Henri Pescarolo Gérard Larrousse                           | Matra-Simca MS670C            | Matra 3.0L V12                   | G      | 338    |
| 2    | S 3.0    | 22  | Martini Racing Porsche System             | Gijs van Lennep Herbert Müller                             | Porsche 911 Carrera RSR Turbo | Porsche 2.1L F6 Turbo            | D      | 332    |
| 3    | S 3.0    | 9   | Équipe Gitanes                            | Jean-Pierre Jabouille François Migault                     | Matra-Simca MS670C            | Matra 3.0L V12                   | G      | 322    |
| 4    | S 3.0    | 11  | Gulf Research Racing                      | Derek Bell Mike Hailwood                                   | Gulf GR7                      | Cosworth DFV 3.0L V8             | F      | 318    |
| 5    | GTS 5.0  | 71  | Automobiles Charles Pozzi Raymond Touroul | Cyril Grandet Dominique Bardini                            | Ferrari 365 GTB/4             | Ferrari 4.4L V12                 | M      | 314    |
| 6    | GTS 5.0  | 54  | North American Racing Team                | Dave Heinz Alain Cudini                                    | Ferrari 365 GTB/4             | Ferrari 4.4L V12                 | G      | 313    |
| 7    | GTS 3.0  | 66  | Porsche Club Romand                       | Bernard Chenevière Peter Zbinden Michel Dubois             | Porsche 911 Carrera RSR       | Porsche 3.0L F6                  | D      | 313    |
| 8    | S 3.0    | 15  | Automobiles Ligier                        | Jacques Laffite Alain Serpaggi                             | Ligier JS2                    | Maserati 3.0L V6                 | M      | 311    |
| 9    | S 3.0    | 1   | North American Racing Team                | Jean-Claude Andruet Teodoro Zeccoli                        | NART-Ferrari 312P             | Ferrari 3.0L V12                 | G      | 299    |
| 10   | GTS 3.0  | 70  | ASA Cachia-Bondy                          | Henri Cachia Raymond Touroul Dennis Rua                    | Porsche 911 Carrera RSR       | Porsche 3.0L F6                  | D      | 289    |
| 11   | GTS 5.0  | 56  | North American Racing Team                | Christian Ethuin Lucien Guitteny                           | Ferrari 365 GTB/4             | Ferrari 4.4L V12                 | G      | 286    |
| 12   | GTS 3.0  | 69  | Claude Haldi                              | Lucien Negeotte Jean-Pierre Laffeach Jean- François Jaunet | Porsche 911 Carrera RSR       | Porsche 3.0L F6                  | D      | 277    |
| 13   | GTS 3.0  | 59  | Pierre Mauroy                             | Pierre Mauroy Anne-Charlotte Verney Martine Rénier         | Porsche 911 Carrera RSR       | Porsche 2.8L F6                  | D      | 277    |
| 14   | GTS 3.0  | 63  | Jean-Claude Lagniez                       | Jean-Claude Lagniez Gérard Meo                             | Porsche 911 Carrera RSR       | Porsche 3.0L F6                  | D      | 275    |
| 15   | TS 5.0   | 86  | Jean-Claude Aubriet                       | Jean-Claude Aubriet Jean-Claude Depince                    | BMW 3.0 CSL                   | BMW 3.5L S6                      | M      | 270    |
| 16   | GTS 5.0  | 57  | Marcel Mignot                             | Marcel Mignot Harry Jones                                  | Ferrari 365 GTB/4             | Ferrari 4.4L V12                 | M      | 267    |
| 17   | S 2.0    | 30  | Michel Dupont Scato Écurie Seiko-Scato    | Christine Beckers Yvette Fontaine Marie Laurent            | Chevron B23                   | Cosworth FVC 1790cc S4           | F      | 266    |
| 18   | GTS +5.0 | 51  | Greder Racing Team                        | Henri Greder Marie-Claude Beaumont                         | Chevrolet Corvette C3         | Chevrolet 7.0L V8                | M      | 254    |
| 19   | S 3.0    | 65  | Christian Poirot                          | Christian Poirot Jean Rondeau                              | Porsche 908/02                | Porsche 3.0L F8                  | D      | 252    |
| 20   | GTS 3.0  | 73  | Paul Blancpain/Toad Hall Racing           | Paul Blancpain Michael Keyser Milt Minter                  | Porsche 911 Carrera RSR       | Porsche 3.0L F6                  | G      | 247    |
| NC   | S 3.0    | 25  | Sigma Automotive                          | Yasuhiro Okamoto Harukuni Takahashi Yojiro Terada          | Sigma MC74                    | Mazda 12A 2-Rotor (2.3L equiv.)  | D      | 156    |
| DNF  | GTS 3.0  | 72  | Polifac Gelo Racing Team                  | Jürgen Barth Franz Pesch                                   | Porsche 911 Carrera RSR       | Porsche 3.0L F6                  | F      | 232    |
| DNF  | GTS 3.0  | 62  | Ecurie Francorchamps                      | Hughes de Fierlandt Richard Bond                           | Porsche 911 Carrera RSR       | Porsche 3.0L F6                  | D      | 227    |
| DNF  | GTS 3.0  | 67  | Porsche Club Romand                       | William Vollery Eric Chapuis Roger Dorchy                  | Porsche 911 Carrera RSR       | Porsche 3.0L F6                  | D      | 225    |
| DNF  | TS 5.0   | 90  | Shark Racing Team                         | Jean-Claude Guérie Serge Godard Dominique Fornage          | Ford Capri RS                 | Ford 3.0L V6                     | D      | 186    |
| DNF  | S 3.0    | 10  | Alain de Cadenet                          | Chris Craft John Nicholson                                 | De Cadenet LM72               | Cosworth DFV 3.0L V8             | F      | 168    |
| DNF  | TS 5.0   | 87  | Scuderia Jolly Club                       | Martino Finotto Carlo Facetti Manfred Mohr                 | BMW 3.0 CSL                   | BMW 3.5L S6                      | D      | 155    |
| DNF  | S 2.0    | 43  | Société Racing Organisation Course        | Fred Stalder Robert Mieusset François Sérvanin             | Lola T292                     | Simca-ROC 1994cc S4              | F      | 145    |
| DNF  | S 2.0    | 44  | Gérard Cuynet                             | Gérard Cuynet Yves Evrard Jean-Louis Gama                  | Porsche 910                   | Porsche 1991cc F6                | G      | 143    |
| DNF  | GTS 3.0  | 64  | Polifac Gelo Racing Team                  | Georg Loos Clemens Schickentanz                            | Porsche 911 Carrera RSR       | Porsche 3.0L F6                  | F      | 134    |
| DNF  | S 3.0    | 17  | Ecuador Marlboro Team                     | Guillermo Ortega Fausto Merello Lothar Ranft               | Porsche 908/02K               | Porsche 3.0L F8                  | G      | 122    |
| DNF  | S 3.0    | 8   | Équipe Gitanes                            | Jean-Pierre Jaussaud Bob Wollek José Dolhem                | Matra-Simca MS670B            | Matra 3.0L V12                   | G      | 120    |
| DNF  | GTS 3.0  | 61  | R. Buchet                                 | Vic Elford Claude Ballot-Léna                              | Porsche 911 Carrera RSR       | Porsche 3.0L F6                  | D      | 117    |
| DNF  | S 3.0    | 6   | Équipe Gitanes                            | Jean-Pierre Beltoise Jean-Pierre Jarier                    | Matra-Simca MS680             | Matra 3.0L V12                   | G      | 104    |
| DNF  | S 3.0    | 21  | Martini Racing Porsche System             | Helmuth Koinigg Manfred Schurti                            | Porsche 911 Carrera RSR Turbo | Porsche 2.1L F6 Turbo            | D      | 87     |
| DNF  | S 3.0    | 14  | Automobiles Ligier                        | Guy Chasseuil Michel Leclère                               | Ligier JS2                    | Maserati 3.0L V6                 | M      | 82     |
| DNF  | GTS 3.0  | 68  | Samson Kremer Racing                      | Erwin Kremer Hans Heyer Paul Keller                        | Porsche 911 Carrera RSR       | Porsche 3.0L F6                  | D      | 65     |
| DNF  | S 3.0    | 46  | Rebaque-Rojas Racing Team                 | Héctor Rebaque Guillermo Rojas sr. Freddy Van Beuren       | Porsche 911 Carrera RSR       | Porsche 3.0L F6                  | G      | 60     |
| DNF  | S 3.0    | 12  | Gulf Research Racing                      | Vern Schuppan Reine Wisell                                 | Gulf GR7                      | Cosworth DFV 3.0L V8             | F      | 49     |
| DNF  | S 2.0    | 23  | Max Mamers                                | Max Mamers Xavier Lapeyre                                  | GRAC MT20                     | Simca-ROC 1994cc S4              | G      | 45     |
| DNF  | GTS 3.0  | 58  | Escuderia Montjuïch                       | Claude Haldi José-Marie Fernández Jean-Marc Seguin         | Porsche 911 Carrera RSR       | Porsche 3.0L F6                  | D      | 43     |
| DNF  | S 3.0    | 19  | Wicky Racing Team                         | André Wicky Jacques Boucard Louis Cosson                   | Porsche 908/02                | Porsche 3.0L F8                  | F      | 41     |
| DNF  | S 3.0    | 28  | Michel Dupont Scato                       | Heinz Schulthess Michel Lateste                            | Lola T280/284                 | Cosworth DFV 3.0L V8             | F      | 32     |
| DNF  | S 3.0    | 18  | North American Racing Team                | Jean-Louis Lafosse Giancarlo Gagliardi                     | Dino 308 GT4 LM               | Ferrari 3.0L V8                  | G      | 30     |
| DNF  | GTS 3.0  | 60  | Louis Meznarie                            | Hubert Striebig Hugues Kirschoffer Jean-Louis Chateau      | Porsche 911 Carrera RSR       | Porsche 3.0L F6                  | D      | 23     |
| DNF  | GTS +5.0 | 52  | Wicky Racing Team                         | Max Cohen-Olivar Philippe Carron                           | De Tomaso Pantera             | Ford 5.8L V8                     | F      | 16     |
| DNF  | S 3.0    | 31  | Escuderia Tibidabo                        | Francesco Torredemer Juan Fernández Bernard Tramont        | Porsche 908/03                | Porsche 3.0L F8                  | G      | 12     |
| DNF  | GTS 5.0  | 55  | North American Racing Team                | Jean-Pierre Paoli Alain Couderc                            | Ferrari 365 GTB/4             | Ferrari 4.4L V12                 | G      | 4      |
| DNF  | S 2.0    | 27  | Michel Dupont Scato                       | Michel Dupont Gregor Fischer Daniel Brillat                | Chevron B23/26                | Cosworth FVC 1790cc S4           | F      | 3      |
| DNQ  | TS 5.0   | 98  | Claude Buchet                             | Claude Buchet Jean-Paul Agères Frederic Canal              | Mazda RX-3 Coupé              | Mazda 124A 2-Rotor (2.3L equiv.) | D      | 0      |
| DNA  | S 3.0    | 3   | Autodelta SpA                             | Rolf Stommelen Andrea de Adamich                           | Alfa Romeo Tipo 33TT12        | Alfa Romeo 3.0L F12              | F      | 0      |
| DNA  | S 3.0    | 4   | Autodelta SpA                             | Arturo Merzario Carlo Facetti                              | Alfa Romeo Tipo 33TT12        | Alfa Romeo 3.0L F12              | F      | 0      |
| DNA  | S 3.0    | 5   | Autodelta SpA                             | Rolf Stommelen Carlo Facetti Teodoro Zeccoli               | Alfa Romeo Tipo 33TT12        | Alfa Romeo 3.0L F12              | F      | 0      |
| DNA  | S 3.0    | 24  | Lancia Marlboro Team                      | Jean-Claude Andruet Sandro Munari Umberto Maglioli         | Lancia Stratos                | Ferrari 2.4L V6                  |        | 0      |
| DNA  | S 2.0    | 26  | Pierre-Marie Painvin                      | Pierre-Marie Painvin Lucien Guitteny Guy Fréquelin         | GRAC MT20                     | Simca-JRD 1994cc S4              |        | 0      |
| DNA  | S 2.0    | 29  | Raymond Touroul                           | Raymond Touroul                                            | March 74S                     | BMW 1994cc S4                    |        | 0      |
| DNA  | S 2.0    | 32  | José Uriarte                              | José Uriarte Hervé LeGuellec                               | Lola T292                     | Cosworth FVC 1790cc S4           |        | 0      |
| DNA  | S 2.0    | 33  | Paul Blancpain                            | Paul Blancpain                                             | Chevron B23                   | Cosworth FVC 1790cc S4           |        | 0      |
| DNA  | S 2.0    | 34  | Michel Lateste                            | Michel Lateste Michel Dufust Robert Nee                    | A.C.E. PB2                    | Cosworth FVC 1790cc S4           |        | 0      |

1923 · 1924 · 1925 · 1926 · 1927 · 1928 · 1929 · 1930 · 1931 · 1932 · 1933 · 1934 · 1935 · 1936 · 1937 · 1938 · 1939 · 1940 - 1948 · 1949 · 1950 · 1951 · 1952 · 1953 · 1954 · 1955 (Ramp) · 1956 · 1957 · 1958 · 1959 · 1960 · 1961 · 1962 · 1963 · 1964 · 1965 · 1966 · 1967 · 1968 · 1969 · 1970 · 1971 · 1972 · 1973 · 1974 · 1975 · 1976 · 1977 · 1978 · 1979 · 1980 · 1981 · 1982 · 1983 · 1984 · 1985 · 1986 · 1987 · 1988 · 1989 · 1990 · 1991 · 1992 · 1993 · 1994 · 1995 · 1996 · 1997 · 1998 · 1999 · 2000 · 2001 · 2002 · 2003 · 2004 · 2005 · 2006 · 2007 · 2008 · 2009 · 2010 · 2011 · 2012 · 2013 · 2014 · 2015 · 2016 · 2017 · 2018 · 2019 · 2020 · 2021 · 2022 · 2023 · 2024